# کوروبه، تویاما
کوروبه در استان تویاما در کشور ژاپن واقع شده‌است که دارای جمعیت ۴۲٬۶۱۲ نفر و مساحت ۴۲۶٫۳۴ کیلومتر مربع با تراکم جمعیت ۹۹٫۹ نفر در کیلومترمربع است و در تاریخ ۳۱ مارس ۲۰۰۶ به عنوان شهر شناخته شد.